# Frank Joseph Caggiano
Frank Joseph Caggiano (Brooklyn, 29 marzo 1959) è un vescovo cattolico statunitense, dal 31 luglio 2013 vescovo di Bridgeport.

## Biografia
Frank Joseph Caggiano è nato nella sezione Gravesend di Brooklyn, New York, il 29 marzo 1959, domenica di Pasqua, ed è il più giovane di due figli di Arnaldo e Gennarina Caggiano. I suoi genitori erano immigrati italiani giunti negli Stati Uniti dal comune di Caggiano, in provincia di Salerno, nel 1958. Ha una sorella maggiore, Antonia. I suoi genitori originariamente volevano chiamarlo Francesco, come suo nonno, tuttavia, un'infermiera ha erroneamente posizionato il nome "Frank" sui moduli di nascita e i suoi genitori hanno accettato con riluttanza.

### Formazione e ministero sacerdotale
È cresciuto un Van Sicklen Street, nella zona sud di Brooklyn, e frequentava la messa ogni domenica mattina nella parrocchia dei Santi Simone e Giuda. Ha frequentato la Saints Simon and Jude Elementary School a Gravesend e nel 1977 si è diplomato alla Regis High School a Manhattan, un istituto della Compagnia di Gesù. Ha quindi iniziato gli studi di scienze politiche presso l'Università Yale a New Haven. Ha abbandonato gli studi per entrare in seminario. Questo improvviso passaggio da Yale al seminario ha deluso il padre che si opponeva alla sua vocazione, anche se questa era ancora incerta. Nel 1978 è entrato al Cathedral College di Douglaston nel Queens e nel 1981 ha conseguito il Bachelor of Arts in filosofia.
Dopo la laurea al Cathedral College, Caggiano ha lavorato nell'area metropolitana di New York per la Gregg Division della McGraw Hill Publishing Company per diciotto mesi. Ha poi frequentato il seminario "Immacolata Concezione" ad Huntington e ha conseguito un Master of Divinity.
Il 16 maggio 1987 è stato ordinato presbitero per la diocesi di Brooklyn da monsignor Francis John Mugavero. In seguito è stato vicario parrocchiale nelle parrocchie di Sant'Agata a Bay Ridge dal 1987 al 1989 e di Sant'Atanasio a Bensonhurst dal 1989 all'agosto del 1991 quando è stato inviato a Roma per studi. Ha preso residenza presso il Pontificio collegio americano del Nord. Nel maggio del 1996 ha conseguito il dottorato in sacra teologia presso la Pontificia Università Gregoriana con una tesi intitolata "The Eschatological Implications of the Notion of Recreation in the Works of St. Cyril of Alexandria". Tornato in patria è stato vicario parrocchiale della parrocchia di San Giuda a Canarsie dal giugno del 1996 al 1998; decano della formazione per il programma del diaconato permanente; censor librorum della diocesi; parroco della parrocchia di San Domenico a Bensonhurst dal 1998 al 2003; docente di teologia al campus di Staten Island della Saint John's University e al Saint Joseph's College di New York; direttore dell'ufficio per diaconato permanente dal 2002; vicario episcopale per l'evangelizzazione e la vita pastorale della diocesi di Brooklyn dal 2003 al 2007 e vicario generale dal 2007. Quando nel 2002 il vescovo Thomas Vose Daily lo ha chiamato a dirigere il diaconato della sua diocesi lo ha definito "il più brillante giovane teologo degli Stati Uniti".
Nel maggio del 2003 papa Giovanni Paolo II lo ha nominato cappellano di Sua Santità.
Nel 2000 ha tenuto una predica allo Youth Summer Festival a Tipperary, in Irlanda.

### Ministero episcopale
Il 6 giugno 2006 papa Benedetto XVI lo ha nominato vescovo ausiliare di Brooklyn e titolare di Inis Cathaig. Ha ricevuto l'ordinazione episcopale il 22 agosto successivo insieme ai vescovi Pierre Marie Guy Sansaricq e Octavio Cisneros nella chiesa di Nostra Signora degli Angeli a Brooklyn dal vescovo di Brooklyn Nicholas Anthony DiMarzio, co-consacranti il vescovo emerito Thomas Vose Daily e quello ausiliare Ignatius Anthony Catanello. Hanno preso parte al rito oltre mille persone che includevano un "numero insolitamente alto di cardinali, arcivescovi e altri VIP - 48, in tutto, compresi i quattro ausiliari attivi nell'arcidiocesi di New York e il loro leader, il cardinale Edward Michael Egan". La consacrazione ha suscitato "applausi prolungati" da parte dei partecipanti.
Caggiano ha partecipato a numerose edizioni della Giornata mondiale della Gioventù, tenendo conferenze di catechesi a Sydney (2008), Madrid (2011) e Rio de Janeiro (2013).
Nel 2009 la diocesi di Brooklyn ha preso la decisione di chiudere quattordici scuole. Caggiano è stato scelto dal vescovo DiMarzio per guidare le operazioni di riorganizzazione e ha ammesso che le precedenti chiusure scolastiche hanno generalmente portato alla perdita di posti di lavoro e che un'ulteriore riorganizzazione (da completare prima della fine dell'anno accademico) avrebbero probabilmente comportato la perdita di posti di lavoro per alcune persone. Fu anche incaricato di consolidare 46 parrocchie e ridurre le scuole elementari cattoliche da 108 a circa 65 o 70, convertendo le rimanenti in accademie cattoliche indipendenti.
Il 31 luglio 2013 papa Francesco lo ha nominato vescovo di Bridgeport. Ha preso possesso della diocesi il 19 settembre nella chiesa di Santa Teresa a Bridgeport.
Una delle sue prime azioni è stata quella di annunciare pubblicamente il deficit finanziario sostenuto prima della sua installazione e di imporre ai pastori di guidare le parrocchie per periodi di sei anni rinnovabili e di presentare le proprie dimissioni al compimento dei 75 anni, proprio come fanno i vescovi.
Nel 2014 ha convocato il IV sinodo diocesano, il primo in 32 anni, sul tema "Building Bridges to the Future Together"). In un'intervista ad America, Caggiano ha affermato che una delle sue prime priorità come vescovo è raggiungere l'alta percentuale di cattolici della diocesi, che per qualsiasi motivo, non frequentano più la messa. Una delle maggiori preoccupazioni su cui si è concentrato il sinodo è stata la diminuzione della frequenza alla messa e alla pratica dei sacramenti, nonché la necessità di rafforzare le scuole cattoliche a causa del calo delle iscrizioni.
Nel 2018 ha annunciato che le norme e i regolamenti liturgici nella diocesi sarebbero stati rivisti nel successivo quadriennio a seguito delle discussioni del sinodo diocesano. Il 1º ottobre ha annunciato che questi nuovi regolamenti "ci permetteranno di pregare efficacemente e con riverenza come Chiesa" e sarebbero state le norme più recenti attuate in materia dal 1983.
Ha partecipato alla XV assemblea generale ordinaria del Sinodo dei vescovi che ha avuto luogo nella Città del Vaticano dal 3 al 28 ottobre 2018 sul tema "I giovani, la fede e il discernimento vocazionale".
Nell'aprile del 2019, il Murphy Center dell'Università di Fairfield gli ha assegnato il "Bowler Award" in riconoscimento dei suoi contributi pastorali alla diocesi di Bridgeport. Nel novembre dello stesso anno, Caggiano è stato eletto membro del consiglio di Catholic Relief Services e poi nominato presidente per un mandato di tre anni. Di quella nomina, Caggiano ha affermato in una dichiarazione rilasciata il 25 novembre che è stato un onore per lui guidare un'organizzazione dedicata a persone "che non hanno abbastanza da mangiare o un posto dove dormire a causa della povertà radicata".
Nel 2020, durante la pandemia di COVID-19, ha ordinato di interrompere temporaneamente le messe pubbliche e di continuare a trasmetterle in streaming per consentire alle persone di partecipare virtualmente. Ha argomentato che la chiusura delle chiese era per "il nostro comune obbligo morale di proteggere vita" per ridurre la trasmissione del virus. Inoltre, ha osservato in un post su Facebook che la sospensione di tutte le messe pubbliche era importante per la sicurezza della comunità ed è in accordo con "la fede cattolica centrale nella santità di ogni vita umana". Tuttavia, la diocesi ha anche annunciato che un formato particolare per la messa di persona sarebbe stato organizzato secondo le norme di distanziamento sociale per solo 50 persone, mentre altri avrebbero potuto partecipare con la propria auto dai parcheggi. In seguito ha annunciato un allentamento delle restrizioni alla partecipazione alla messa sulla base di un processo di riapertura in concomitanza con le misure prese dalle diocesi vicine.
Per evangelizzare a un livello più ampio (per uno dei suoi impegni pastorali al momento dell'insediamento), Caggiano mantiene un account Facebook e Twitter dove pubblica piccole riflessioni aggiornate regolarmente.
Nel giugno del 2021 ha annunciato la formazione e lo sviluppo di un istituto catechistico nazionale. L'iniziativa è quella di includere l'inculturazione ispanica. Il lancio virtuale si è tenuto nel dicembre del 2020, con una conferenza dal vivo anticipata a Baltimora, novembre 2022.
Caggiano ha commissionato un rapporto pubblicato nell'ottobre del 2019 dall'ex giudice della Corte Superiore dello Stato Robert Holzberg sulla gestione da parte della diocesi delle accuse di abusi sessuali da parte dei suoi sacerdoti. Holzberg ha scoperto che dal 1953 circa 71 sacerdoti avevano abusato di quasi 300 persone. La maggior parte dei casi risalivano agli anni '60 e '70 dal 2008 non se ne era riscontrato nessuno. Ha spiegato in dettaglio come tre vescovi in quarant'anni avessero costantemente mancato di adempiere alle loro responsabilità morali e legali. Il 3 ottobre 2019 ha anche affermato che le vittime "devono rimanere al centro di tutti i nostri sforzi perché sono nostri fratelli e sorelle", il che significava che "andare avanti non significa lasciarle indietro".

## Opinioni

### Interruzione volontaria di gravidanza
Caggiano ha espresso la sua contrarietà all'interruzione volontaria della gravidanza ritenendo che "innumerevoli bambini non ancora nati vengono derubati del loro diritto divino di godere del dono della vita". Il 25 gennaio 2019 Caggiano ha pubblicato una riflessione in cui ha fatto riferimento alla legalizzazione dell'aborto come un inquietante fallimento da parte della società americana contemporanea. Nel giugno del 1997 ha tenuto un discorso in cui ha affermato che la vita deve essere preservata e difesa dal momento del concepimento poiché un bambino non ancora nato era "di valore infinito" a causa delle sue origini nell'amore di Dio.

### Eutanasia
Nel giugno del 1997 ha tenuto un discorso in cui lamentava che "la società contemporanea continua a minare ogni tentativo di rispettare e difendere la vita umana", riferendosi a un'imminente sentenza della Corte suprema sul suicidio assistito che Caggiano ha affermato "rappresenta una forma sottile di eutanasia". Ha elaborato che il rifiuto di contribuire alla difesa della vita umana ha solo contribuito a una "cultura della morte" che avrebbe inaugurato drammatici cambiamenti sociali verso la vita e la morte.

### Matrimonio tra persone dello stesso sesso
Si è dichiarato contrario al matrimonio tra persone dello stesso sesso e nel 2015 ha pubblicato una dichiarazione in cui lamentava la decisione 5-4 della Corte Suprema secondo cui i matrimoni tra persone dello stesso sesso erano costituzionali a livello nazionale. Si è unito ad altre diocesi cattoliche nell'opporsi alla sentenza, riflettendo che la decisione era indicativa di "un rapido cambiamento di atteggiamenti nella nostra società laica americana", tuttavia, sottolineando che ciò non ha scoraggiato il magistero ufficiale della Chiesa o "la sua comprensione del matrimonio sacramentale".
Il vescovo ha inoltre affermato che "la Chiesa insegna chiaramente che il sacramento del matrimonio è un'alleanza d'amore che può essere stipulata solo da un uomo e una donna" e che un cambiamento nel diritto civile era solo la prova che la Chiesa aveva bisogno di continuare fare lo sforzo di "diventare una Chiesa più accogliente".

### Gioventù
È stato uno dei delegati nominati per partecipare al Sinodo dei vescovi del 2018 dedicato ai giovani. Ha affermato che la Chiesa deve agire con trasparenza per assicurarsi la fiducia dei giovani rimasti scandalizzati dagli scandali. Ha inoltre affermato che c'è bisogno di rendere l'incontro con i giovani un fulcro pastorale cruciale per qualsiasi episcopato.
In un'intervista rilasciata al National Catholic Register il 10 luglio 2017 ha affermato che i giovani "stanno affrontando le loro sfide uniche e vogliono qualcuno che li ascolti", rendendo quindi necessaria la necessità che i pastori siano in grado di rispondere ad esse attraverso moderne innovazioni tecnologiche che possano avvicinarli ai giovani e i giovani alla Chiesa. Caggiano ha inoltre affermato che l'impegno per la santità personale e per "annunciare la Buona Novella" erano punti focali per una pastorale giovanile in modo che i giovani non fossero dimenticati.
Avendo partecipato a diverse edizioni della Giornata mondiale della gioventù, crede fermamente che quegli eventi possano diventare "un'esperienza che cambia la vita" affinché i giovani incontrino Gesù Cristo. Ha detto che è stato eccezionale vedere milioni di giovani riuniti da tutte le parti del mondo sotto una fede comune.

### Dialogo interreligioso
Sostiene il dialogo interreligioso come appello alla pace. Il 22 dicembre 2015 ha partecipato a un servizio di preghiera con leader ebrei e musulmani di fronte al Margaret Morton Government Center "per allertare le persone sul peccato della discriminazione e per essere solidali con coloro che sono nel bisogno". Ha denunciato gli attacchi motivati da discriminazione religiosa e odio, rilevando la "minaccia crescente di terrorismo e violenza" in un post su Facebook che ha scritto poco dopo l'evento.
I suoi commenti sono andati indirettamente anche al terrorismo motivato dalla religione quando ha anche osservato che "purtroppo sono pochi quelli che, in nome di Dio, stanno perpetrando terribili atti di malvagità". Caggiano ha sottolineato che le diverse religioni hanno bisogno di unirsi per rifiutare la violenza di matrice religiosa per "cercare la pace, la comprensione e uno spirito di tolleranza".
Il vescovo ha anche condannato la comparsa di graffiti antisemiti sulla cattedrale diocesana, riferendosi a "questa sfacciata e disgustosa dimostrazione di antisemitismo che è moralmente ripugnante e un affronto alla nostra fede cattolica" in una dichiarazione pubblicata il 5 gennaio 2019. Ha inoltre affermato che "usare un simbolo chiaramente antisemita è partecipare a un male indicibile" e che è stato un evento angosciante dato che c'era un crescente bisogno di rispettare reciprocamente le altre religioni.

### Razzismo
In seguito all'omicidio di George Floyd, avvenuta a Minneapolis alla fine di maggio del 2020, in cui ha pubblicato una dichiarazione in cui ha affermato che "dobbiamo affrontare ancora una volta il male del razzismo sistematico, del bigottismo e della discriminazione nel nostro Paese".

### Scandalo sugli abusi sessuali del clero
Poco dopo il suo insediamento a Bridgeport, in un'intervista al National Catholic Reporter, ha dichiarato che era importante "ricostruire la fiducia nella Chiesa, tra le persone nella Chiesa", in particolare con quei giovani che se ne vanno perché scandalizzati dalla impatto ha la crisi. Ha dichiarato con fermezza che ricostruire la fiducia dipendeva dalla trasparenza e dall'autenticità che sperava di dimostrare coerentemente nel suo episcopato.

## Genealogia episcopale
La genealogia episcopale è:
- Cardinale Scipione Rebiba
- Cardinale Giulio Antonio Santori
- Cardinale Girolamo Bernerio, O.P.
- Arcivescovo Galeazzo Sanvitale
- Cardinale Ludovico Ludovisi
- Cardinale Luigi Caetani
- Cardinale Ulderico Carpegna
- Cardinale Paluzzo Paluzzi Altieri degli Albertoni
- Papa Benedetto XIII
- Papa Benedetto XIV
- Papa Clemente XIII
- Cardinale Marcantonio Colonna
- Cardinale Giacinto Sigismondo Gerdil, B.
- Cardinale Giulio Maria della Somaglia
- Cardinale Carlo Odescalchi, S.I.
- Cardinale Costantino Patrizi Naro
- Cardinale Lucido Maria Parocchi
- Papa Pio X
- Papa Benedetto XV
- Papa Pio XII
- Cardinale Francis Joseph Spellman
- Cardinale Terence James Cooke
- Arcivescovo Theodore Edgar McCarrick
- Vescovo Nicholas Anthony DiMarzio
- Vescovo Frank Joseph Caggiano